# Stade Jean-Ivoula
Le stade Jean Ivoula (anciennement et couramment encore appelé Stade de l'Est) est le principal stade de Saint-Denis de La Réunion, chef-lieu du département d'outre-mer français dans l'océan Indien.
Il est situé dans l'est du territoire communal, à proximité du lit de la Rivière des Pluies et en face d'un centre commercial Carrefour.

## Histoire
Construit à l'occasion des Jeux des îles de l'océan Indien 1979, ce stade devient l'un des plus grands stades de la Réunion. Pendant les années 1980 à 2000 elle accueillit des équipes emblématiques de la ville de Saint-Denis tels que le CS Saint-Denis, la SS Patriote ou encore l'AS Chaudron. Elle reçoit occasionnellement les finales de coupes. En 2010, le stade est entièrement rénové par la commune, ce stade était candidat pour accueillir les bleus mais c'est finalement le stade Michel Volnay qui est choisi.
Le 22 janvier 2017, sous une grosse chaleur et dans un stade Jean-Ivoula plein et conquis, l'équipe de France féminine bat l'Afrique du Sud grâce à un doublé de la défenseure lyonnaise Griedge Mbock Bathy Nka (aux 9e et 35e minutes).
En 2024, le stade se renouvelle avec du matieriel moderne.

## Autre utilisation
En plus du football, ce stade comporte un ensemble d'infrastructures qui comprend aussi un gymnase couvert couramment appelé Petit stade de l'Est et dans lequel sont régulièrement organisés des galas sportifs et des concerts de musique. Ces derniers auraient dû bientôt être déplacés vers un Zénith jusqu'à récemment en construction à proximité, le Zénith de Saint-Denis. Mais les travaux ont été annulés, le précédent maire ayant été défait aux municipales.
Les tribunes du stade sont équipées de 4 200 panneaux solaires. Albioma en est l'opérateur.